# Umorismo italiano
Umorismo italiano è un singolo del cantautore italiano Michele Bravi, in collaborazione con il rapper italiano Guè, pubblicato il 10 maggio 2024 come quarto estratto dal quarto album in studio Tu cosa vedi quando chiudi gli occhi.

## Descrizione
Il brano, scritto da entrambi gli artisti con Antonio Caputo, Gabriel Rossi, in arte Kende, Lorenzo Santarelli e Marco Salvaderi, è prodotto dai Room9.

## Video musicale
Il video musicale, diretto da Francesco Carnesecchi, è stato pubblicato il 15 maggio 2024 attraverso il canale YouTube del cantautore e vede la partecipazione dell'attrice italiana Chiara Francini.

## Tracce
Testi e musiche di Michele Bravi, Cosimo Fini, Antonio Caputo, Gabriel Rossi, Lorenzo Santarelli e Marco Salvaderi.
1. Umorismo italiano (feat. Guè) – 3:33